# Urânia
Urânia är en kommun i Brasilien.   Den ligger i delstaten São Paulo, i den södra delen av landet, 600 km sydväst om huvudstaden Brasília. Antalet invånare är 8 836.
Omgivningarna runt Urânia är en mosaik av jordbruksmark och naturlig växtlighet. Runt Urânia är det ganska glesbefolkat, med 42 invånare per kvadratkilometer.